# Jean-Pierre Bemba

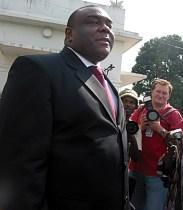
Bemba vor der Präsidentschaftswahl 2006

Jean-Pierre Bemba Gombo (* 4. November 1962 in Bokada, Provinz Équateur, DR Kongo) ist ein kongolesischer Politiker und Unternehmer. Er war Kandidat bei den Präsidentschaftswahlen in der Demokratischen Republik Kongo 2006.

## Leben
Bemba gehört zur Familie des Millionärs Jeannot Bemba Saolana. Seine Familie ist über die Schwester Jean-Pierre Bembas, die einen Sohn von Mobutu Sese Seko heiratete, mit der Familie des früheren Diktators verschwägert.
In Brüssel studierte Bemba Wirtschaftswissenschaften. Nach seiner Rückkehr arbeitete er ab 1986 in Zaire als Berater von Mobutu und erfolgreich als Geschäftsmann in der Telekommunikationsbranche sowie in der Leitung der Fluggesellschaft Scibe Airlift. Nach dem Sturz von Mobutu ging er 1997 ins Exil. 1998 gründete Bemba eine gegen den neuen Machthaber Laurent-Désiré Kabila gerichtete Befreiungsbewegung, das „Mouvement de Libération du Congo“ (MLC) sowie deren militärische Abteilung „ALC“. Das MLC kontrollierte schließlich fast ein Drittel der DR Kongo. Gegenüber Bemba wird der Vorwurf erhoben, für in dieser Zeit von der ALC im Kongo und in der Zentralafrikanischen Republik begangene Kriegsverbrechen verantwortlich zu sein.
Bemba nahm an den innerkongolesischen Verhandlungen zur Beendigung der kriegerischen Auseinandersetzungen teil. Am 17. Juli 2003 wurde er nach Abschluss des Friedensabkommens Accord global et inclusif von Sun City (Südafrika) zum Vize-Präsidenten der DR Kongo ernannt.
In der ersten freien demokratischen Wahl des Präsidenten der Demokratischen Republik Kongo seit 1965 am 30. Juli 2006 erreichte er 20 Prozent und lag damit hinter Joseph Kabila (Nachfolger und Sohn des ermordeten Laurent-Désiré Kabila), der mit 44,81 Prozent der abgegebenen Stimmen nicht die absolute Mehrheit erreichen konnte.
Nach Bekanntgabe der Wahlergebnisse am 21. August 2006 wurde seine private Residenz von der Präsidentengarde auch mit schweren Waffen (Panzer) angegriffen. Zum Zeitpunkt des Angriffes befanden sich 14 der wichtigsten in Kinshasa akkreditierten Botschafter, u. a. auch der deutsche Botschafter Reinhard Buchholz, in dieser Residenz. Nach einer Intervention der MONUC und von EUFOR RD Congo wurde der Angriff abgebrochen. Bemba und die Botschafter blieben unverletzt.
Bei der Stichwahl am 29. Oktober 2006 unterlag Bemba mit 41,95 Prozent dem neuen (und alten) Präsidenten Joseph Kabila (58,05 Prozent). Bemba hat das Wahlergebnis anerkannt.

## Kämpfe im März 2007
Am 15. März 2007 wurde Bemba aufgefordert, seine Privatarmee, die sein Haus in der Promenade de la Raquette in Gombe in Kinshasa bewachte, in die Streitkräfte des Landes einzugliedern. Da dies nicht erfolgte, wurden seine Residenz und seine Büros am Boulevard du 30 Juin am 22. März 2007 von kongolesischen Soldaten angegriffen. Die Kämpfe dauerten bis zum nächsten Tag, an dem Bemba Zuflucht in der Botschaft Südafrikas fand. Bei den Kämpfen soll es insgesamt 200 Tote gegeben haben. Am 11. April 2007 reiste Bemba ungehindert nach Portugal aus, offiziell um eine Verletzung am Bein behandeln zu lassen.

## Internationaler Strafgerichtshof
Für Aufsehen sorgte Bemba im Juni 2007 mit der Entscheidung, nach einem Auslandsaufenthalt in Portugal aus Sicherheitsgründen nicht mehr in die Demokratische Republik Kongo zurückzukehren. Während der Auslandsaufenthalt zunächst als Maßnahme der Entspannung angesehen wurde, gab es Befürchtungen, dass durch das Fehlen Bembas im Land eine Schwächung der Opposition und damit ein Ungleichgewicht auftreten könnte.
Am 25. Mai 2008 wurde Bemba, der mit internationalem Haftbefehl gesucht wurde, in Brüssel festgenommen. Es werden ihm Verbrechen gegen die Menschlichkeit vorgeworfen. Am 3. Juli 2008 wurde er an den Internationalen Strafgerichtshof in Den Haag überstellt. Am 22. November 2010 begann der Prozess gegen ihn. Seine Truppen sollen zwischen 2002 und 2003 unzählige Vergewaltigungen und Morde vor allem in der Zentralafrikanischen Republik begangen haben. Die Soldaten wurden vom damaligen Präsidenten der Zentralafrikanischen Republik, Ange-Félix Patassé, gerufen, um gegen einen Putschversuch vorzugehen. Bemba plädierte vor Gericht auf nicht schuldig, wurde aber am 21. Juni 2016 wegen Kriegsverbrechen und Verbrechen gegen die Menschlichkeit in erster Instanz für schuldig befunden. Das Strafmaß betrug 18 Jahre Haft. Im Juni 2018 sprach das Berufungsgericht Bemba in allen Punkten frei.